# Гвоздавка Перша
Гвозда́вка Пе́рша — село Зеленогірської селищної громади у Подільському районі Одеської області. Населення становить 635 осіб.

## Історія
7 (20) листопада 1917 року, відповідно до Третього Універсалу Української Центральної Ради, увійшло до складу Української Народної Республіки.
Під час організованого радянською владою Голодомору 1932—1933 років померло щонайменше 3 жителі села.
Колишній орган місцевого самоврядування — Гвоздавська сільська рада.
12 червня 2020 року, відповідно до Розпорядження Кабінету Міністрів України від № 724-р «Про визначення адміністративних центрів та затвердження територій територіальних громад Одеської області», увійшло до складу Зеленогірської селищної громади.
19 липня 2020 року, в результаті адміністративно-територіальної реформи і ліквідації Любашівського району, село увійшло до складу новоутвореного Подільського району.

## Населення
Згідно з переписом УРСР 1989 року чисельність наявного населення села становила 713 осіб, з яких 297 чоловіків та 416 жінок.
За переписом населення України 2001 року в селі мешкало 635 осіб.

### Мова
Розподіл населення за рідною мовою за даними перепису 2001 року:
| Мова       | Відсоток |
| ---------- | -------- |
| українська | 98,11 %  |
| молдовська | 0,94 %   |
| російська  | 0,79 %   |
| гагаузька  | 0,16 %   |

## Видатні люди
- Зинар Михайло Опанасович (1951 р. н.) — відомий український шаховий композитор.